# Onthophagus dorsosignatus
Onthophagus dorsosignatus är en skalbaggsart som beskrevs av D'orbigny 1898. Onthophagus dorsosignatus ingår i släktet Onthophagus och familjen bladhorningar. Inga underarter finns listade i Catalogue of Life.